# Pergularia glabra
Pergularia glabra là một loài thực vật có hoa trong họ La bố ma. Loài này được (Forssk.) Chiov. mô tả khoa học đầu tiên năm 1923.